# Örs kyrka, Dalsland
Örs kyrka är en kyrkobyggnad som tillhör Örs församling i Karlstads stift. Den ligger i Melleruds kommun. 

## Kyrkobyggnaden
Kyrkan har en stomme av tegel och består av ett rektangulärt långhus med tresidigt kor i öster och vapenhus i väster. Öster om koret finns en vidbyggd sakristia. Väggarna är vitputsade och samtliga tak är belagda med skiffer.

### Tillkomst och ombyggnader
Ursprungliga kyrkan uppfördes i början av 1200-talet. Under 1660-talet genomfördes en genomgripande ombyggnad då nuvarande tresidiga kor tillkom. Vid ombyggnaden hittades en tegelsten med årtalet 1219 inskrivet, vilket är kyrkans förmodade byggnadsår. Stenen finns inmurad i kyrkan på okänd plats. 1667 försågs kyrkorummet med bänkar och ett plant innertak. Nuvarande sakristia i öster uppfördes 1887. Nuvarande vapenhus i väster uppfördes 1900 och samtidigt revs ett vapenhus av okänd ålder vid södra sidan. Samma år ersattes kyrkorummets slutna bänkinredning med nuvarande öppna bänkinredning. En omfattande restaurering genomfördes 1938 under ledning av arkitekt Axel Forssén. Syftet var att framhäva och återställa kyrkorummets karaktär före 1800-talets förändringar. Kyrkorummet, vapenhuset och sakristian fick nya innertak av breda slätspontade brädor och ett nytt förhöjt korgolv lades in.

## Inventarier

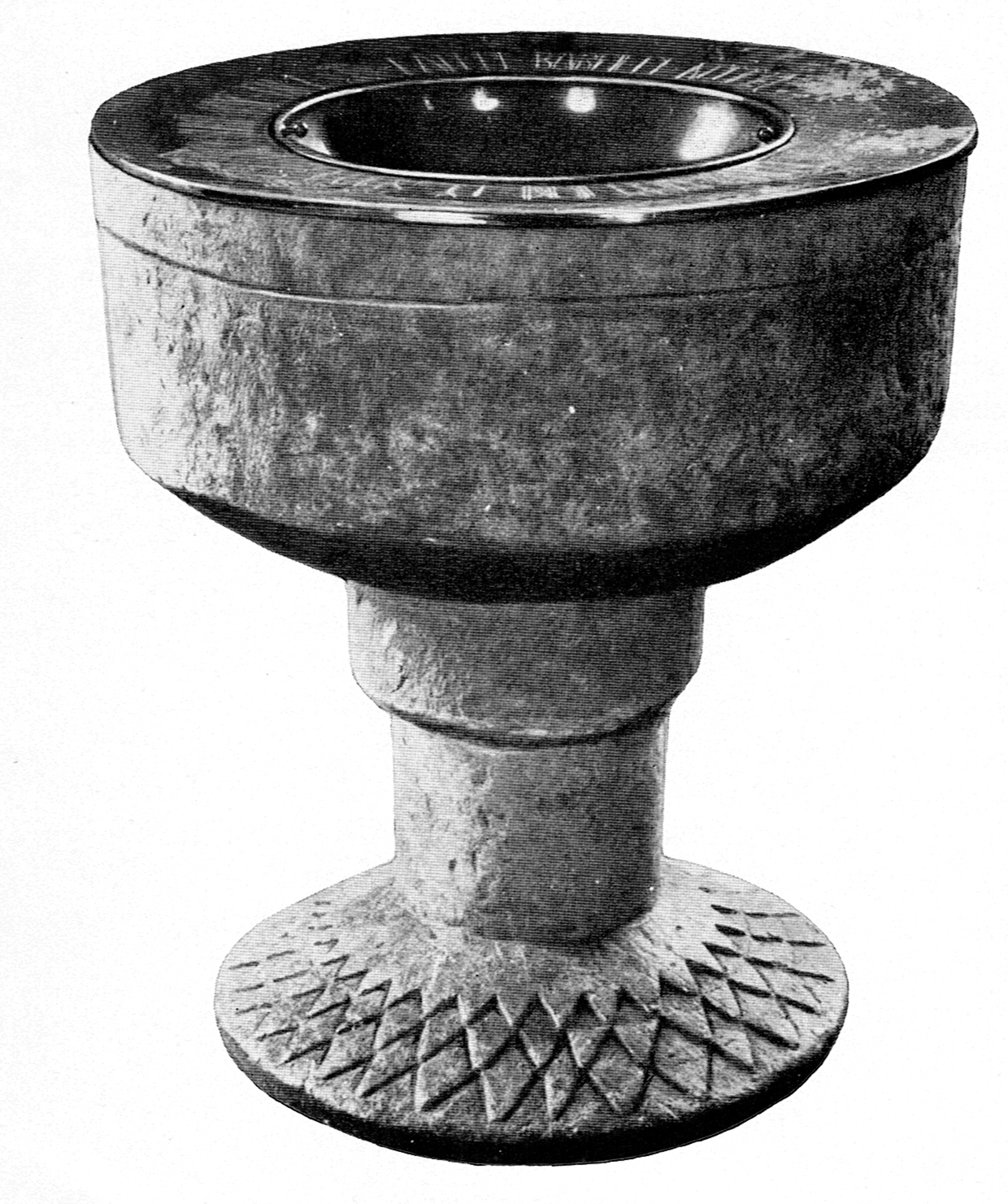
Dopfunten.

Dopfunten från 1200-talet som består av två helt olika delar. Höjd för hela funten: 78 cm
- Cuppan är cylindrisk och utförd i rödaktig sandsten med ett kort skaft. Kring överedelen finns ett platt band som avgränsas av en inristad cirkel. Uttömningshål saknas.
- Foten av täljsten är skivformad och övergår i ett cylindriskt skaft. På foten finns spetsfliksornament i tre koncentriska kretsar.[1]
- Ovanför altaret finns ett medeltida triumfkrucifix.
- Altaruppsatsen är tillverkad 1737 av bildhuggare Nils Falk.
- Predikstolen är tillverkad 1762 av bildhuggare Isak Schullström.
- Lillklockan är av en tidig 1200-talstyp, men inte daterad. Enda utsmyckningen är två tomma skriftband.[2]

### Orgel
- 1863 byggde Anders Hultström, Ör en orgel med 8 stämmor. I den orgeln ingick delar från en orgel som köpts från Vänersborgs kyrka. Byggd 1766 av Johan Ewerhardt den äldre, Skara.
- Den nuvarande mekaniska orgeln på läktaren i väster har en fasad som härstammar från 1863 års orgel. Verket tillverkades 1918 av Johannes Magnusson, Göteborg och har 13 stämmor fördelade på två manualer och pedal. Instrumentet verkar vara orört sedan byggnadstiden.[3] Orgeln har 4 fasta kombinationer och roosweltlådor. Tonomfånget är på 54/24.

| Manual I            | Manual II       | Pedal         | Koppel    |
| Borduna 16´         | Rörflöjt 8´     | Subbas 16´    | I/P       |
| Principal 8´        | Violin 8´       | Violoncell 8´ | II/P      |
| Flûte harmonique 8' | Eolin 8'        |               | II/I      |
| Gamba 8'            | Voix céleste 8' |               | I 4'/I    |
| Oktava 4'           | Waldflöjt 4'    |               | II 16'/II |
| Cornett 2 chor      |                 |               |           |